# Метод центральной темы конфликтных отношений
Ме́тод центра́льной те́мы конфли́ктных отноше́ний (англ. core conflictual relationship theme; CCRT) — клинический метод психоаналитически ориентированной поддерживающей экспрессивной терапии. Он предлагает принципы интерпретации раскрываемых пациентом тем, в которых отражены его желания, потребности и намерения по отношению к значимым людям, в том числе к психотерапевту. Метод был разработан в конце XX века Лестером Люборски как для краткой психотерапии в психодинамической традиции, так и для исследования эффективности самой психотерапии.

## Описание метода
В литературе по клиническим исследованиям представлены несколько показателей паттернов центральных отношений или динамических формулировок. Большое внимание уделяется исследованию темы основных конфликтов в рамках психотерапевтического процесса. В отношении достоверности различные результаты подтверждают гипотезу о том, что метод центральной темы конфликтных отношений (CCRT), по-видимому, оценивает конструкцию, согласующуюся со многими характеристиками картины переноса, описанной Фрейдом.
Опираясь на фрейдистскую концепцию переноса, уточненную Яковом Арлоу для того, чтобы охватить определенную модель отношения к людям, установленной на ранних жизненных этапах, а также к фокальной терапии Майкла Балинта, Л. Люборски при помощи CCRT намеревался сосредоточить терапию на трех аспектах конфликта взаимоотношений терапевт-клиент — желания по отношению к другим людям, ответные реакции, ожидаемые от других людей, и реакции самого субъекта. Использование этих техник для формулирования переноса позволяет достичь большей согласованности в терапевтических отношениях и быстрее получить характеристику переноса.
Данный метод используется как в ограниченной во времени поддерживающей экспрессивной терапии, так и в терапии с открытыми сроками. В обоих случаях терапия будет иметь «фокальный характер», который предусматривает, что отбор главных целей терапевтической работы делается на ранних стадиях лечения.

## Применение метода в психотерапии
Будучи частью поддерживающей экспрессивной терапии, данный метод является одним из сопутствующих звеньев, обеспечивающих понимание в структуре лечения. Именно здесь находится фокус терапевтических усилий. Достижение понимания того, что именно является главной темой отношений клиента, обычно является интуитивным процессом, однако существует также несколько четких принципов, которые помогают направить интуиции в нужное русло.
Психоаналитические ориентированным психотерапевтам постоянно приходится работать над формулировкой основной темы трансферентных отношений и в рамках нее определять основные проблемы отношений клиента. Такая схема особенно необходима при фокальной психотерапии, когда какой-то один аспект отношений выбирается в качестве фокуса терапевтической работы. В частности, при формулировании тем взаимоотношений фокус внимания психотерапевта обращен на нахождение паттерна взаимоотношений пациента с окружающими. Особенно стоит обращать внимание, как сообщает Л. Люборски, на все сферы триады взаимоотношений: текущие отношения в рамках психотерапии клиента и терапевта, текущее взаимодействие вне ситуации лечения (в семье, с друзьями, коллегами), прошлые взаимоотношения, в особенности касающиеся родительских фигур.

## Особенности метода
Существует несколько подобных методов. Особое внимание Л. Люборски уделяет:
- Конфигурационный анализ — система, вбирающая в себя метод центральной темы конфликтных отношений и описывающая изменения в психотерапии[6].
- Схема кодирования с целью оценки переживания клиентом своих отношений с терапевтом — система показателей, улавливающая прямые и косвенные высказывания, относящиеся к взаимоотношениям[10].
- Формулирование «бессознательного плана» пациента на основе оценки психотерапевтом первых психотерапевтических сессий[11].

Данные методы обладают своими недостатками, которые преодолевает метод CCRT в следующих сферах:
1. Единица анализа и оценки в рамках терапии может быть ограничена некоторыми «эпизодами взаимоотношений», нарративами о взаимодействии пациента с другими людьми. Таким образом, данный метод не распространяется на всю терапевтическую сессию, что упрощает задачу выявления центральной темы конфликтных отношений.
2. Центральная тема конфликтных отношений выражается в качестве изложения желания, потребности или намерения клиента и изложения последствий удовлетворения этого желания.
3. Находятся компоненты, преобладающие по частоте встречаемости в эпизодах взаимоотношений, что позволяет выделить более существенную тему для проработки[1].

Таким образом, в рамках предложенного метода Л. Люборски происходит возврат к инфантильному конфликту личности от базисного дефекта через возрождение в терапии взаимоотношений «Я»-«Мы». Конфликтом в данном случае выступает переход данного базисного дефекта на невротический уровень. Представленная модификация экспрессивной психотерапии Отто Кернберга является в настоящий момент дискуссионной, так как существует целое поле поиска преобразований стандартной процедуры.